# Maisie (film)
Pour plus de détails, voir Fiche technique et Distribution.
Maisie est un film américain réalisé par Edwin L. Marin et sorti en 1939. C'est le premier d'une série de dix films de la Metro-Goldwyn-Mayer mettant en scène Ann Sothern dans le rôle d'une danseuse au grand cœur.

## Synopsis
Maisie Ravier, une showgirl burlesque de Brooklyn, arrive dans une petite ville du Wyoming, elle découvre que son nouvel employeur a fait faillite après une seule représentation, la laissant bloquée et presque sans ressources. Elle persuade Rico de l'embaucher.
Son premier client est "Slim" Martin, le gérant d'un ranch. Slim laisse accidentellement tomber son portefeuille plein d'argent. Rico le récupère et quitte la ville. Slim fait arrêter Maisie pour vol, mais lorsqu'une recherche révèle qu'elle n'a que 15 cents, il admet son erreur. Le shérif adjoint informe Maisie qu'étant sans domicile, elle doit quitter la ville avant minuit; elle se cache donc à l'arrière du camion de Slim. Lorsque Slim revient au ranch, il est mécontent de découvrir son passager clandestin.
Il fait conduire Maisie à la gare le lendemain matin. Maisie rencontre les propriétaires du ranch, Cliff et Sybil Ames, qui arrivent par le train. Maisie les persuade de l'embaucher comme femme de chambre. Les Ames tentent de reconstruire leur mariage après que Cliff ait découvert la liaison extraconjugale de Sybil avec Richard "Ray" Raymond.

## Fiche technique
- Réalisation : Edwin L. Marin
- Scénario : Mary C. McCall Jr. d'après le roman de 1935 Dark Dame de Wilson Collison
- Producteur : J. Walter Ruben
- Production : Metro-Goldwyn-Mayer
- Photographie : Leonard Smith
- Costumes : Valles
- Montage : Fredrick Y. Smith
- Genre : Drame[1]
- Musique : Edward Ward
- Durée : 75 minutes
- Date de sortie :
  - États-Unis : 22 juin 1939

## Distribution

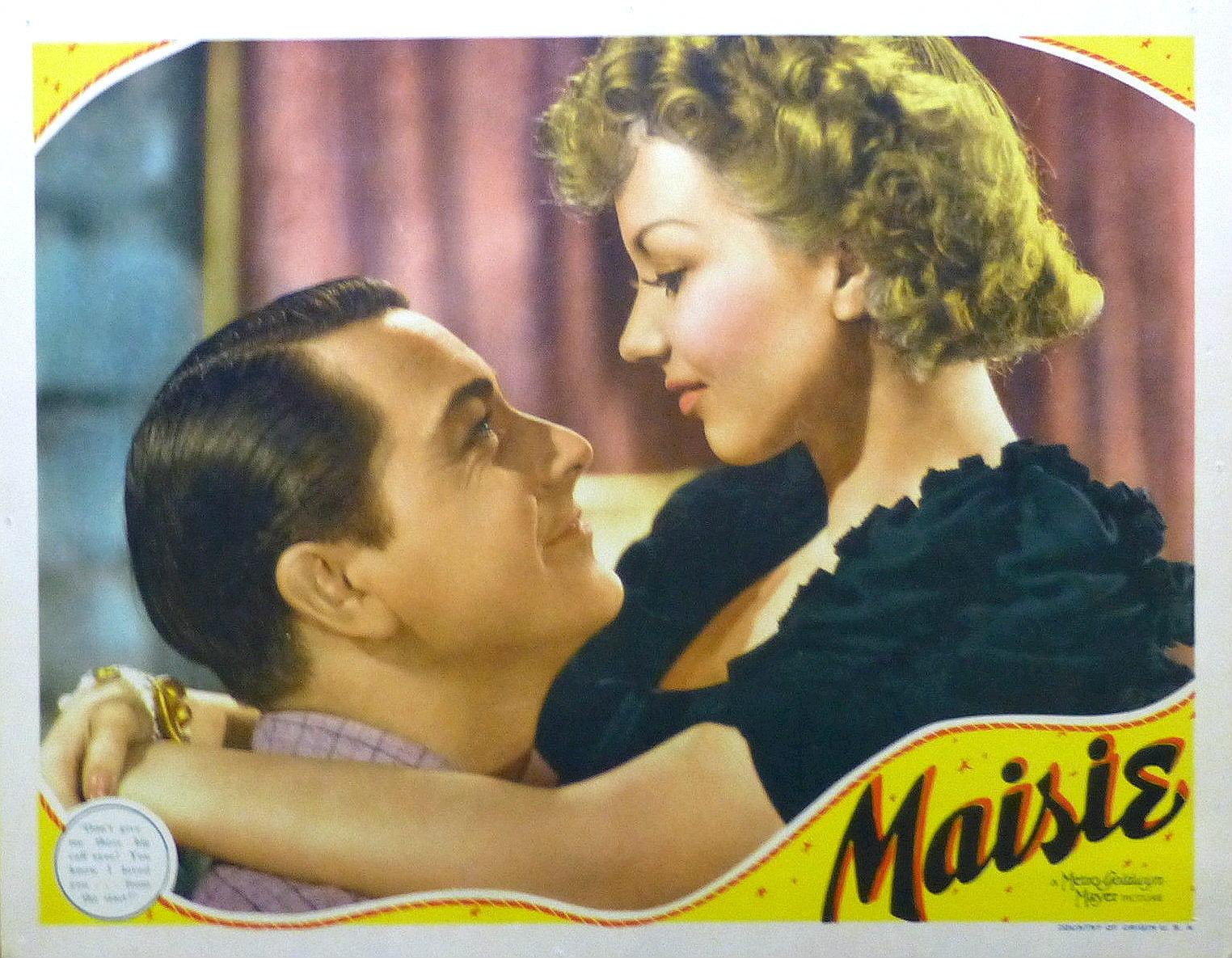
Carte promotionnelle du film, avec Robert Young et Ann Sothern.

- Ann Sothern : Maisie Ravier / Mary Anastasia O'Connor
- Robert Young : Charles "Slim" Martin
- Ruth Hussey : Sybil Ames
- Ian Hunter : Clifford "Cliff" Ames
- Cliff Edwards : "Shorty" Miller, ranch hand
- John Hubbard : Richard "Ray" Raymond (crédité Anthony Allan)
- Art Mix : "Red" Donnen, ranch hand
- George Tobias : Rico
- Richard Carle : Roger Bannerman
- Minor Watson : le procureur
- Harlan Briggs : Deputy Sheriff Cal Hoskins
- Paul Everton : le juge
- Joseph Crehan : Defense Attorney Wilcox
- Frank Puglia : Mr. Ernie, a barber
- Willie Fung : Lee, the ranch cook
- Charles Coleman : Hicks

## Production
L'actrice Jean Harlow était pressentie pour le rôle principal, mais meurt en juin 1937 avant le début du tournage, et est remplacée par Ann Sothern.

## La série Maisie

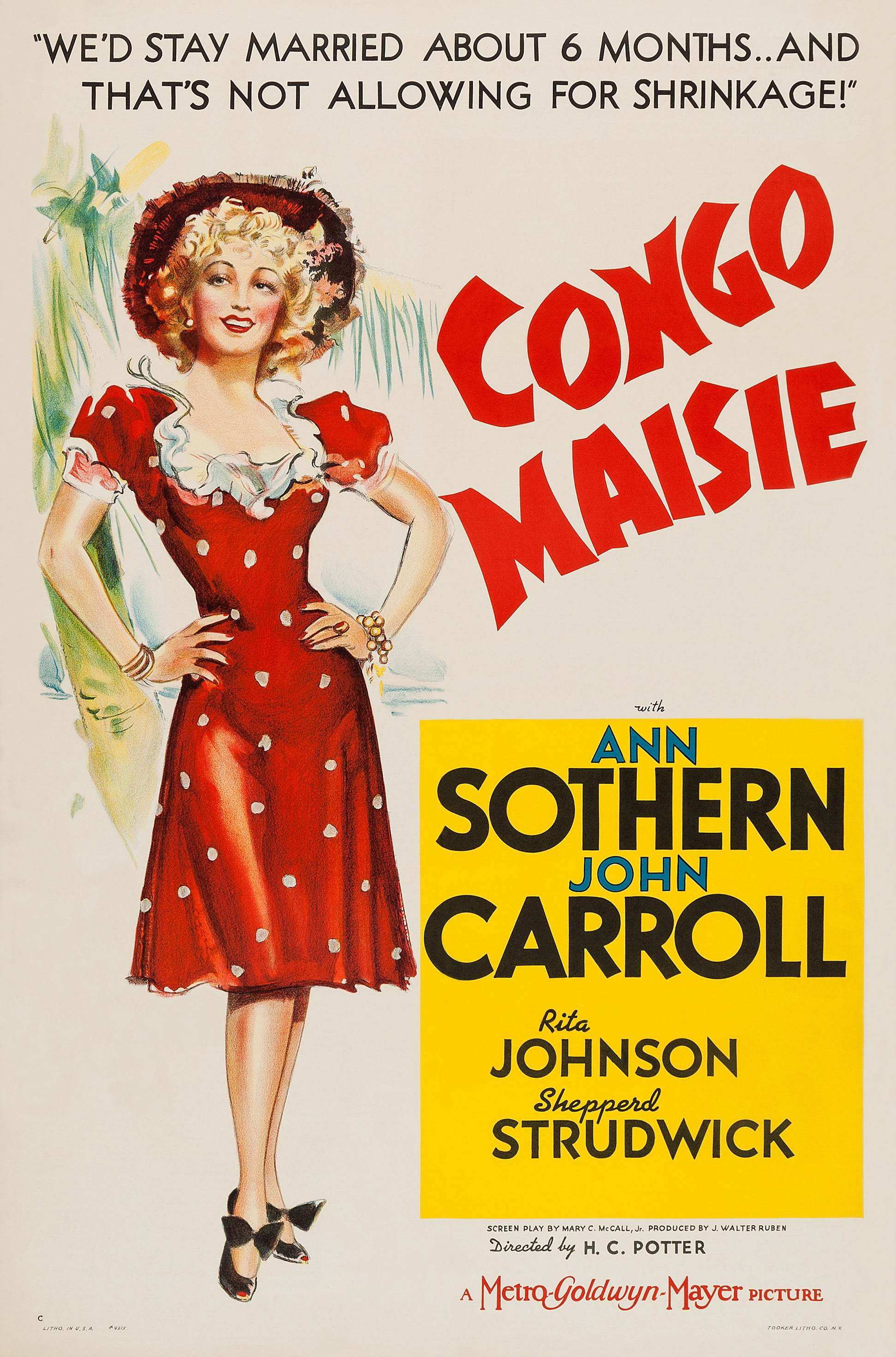
Affiche du 2e film de la série Congo Maisie.

Ce film a petit budget a été un tel succès que Metro-Goldwyn-Mayer a réalisé un total de dix films avec ce personnage, jusqu'en 1947.
Les neuf autres films avec Ann Sothern dans le rôle de Maisie sont:
- 1940 : Congo Maisie (en) réalisé par Henry Potter
- 1940 : Gold Rush Maisie réalisé par Edwin L. Marin
- 1941 : Maisie Was a Lady réalisé par Edwin L. Marin
- 1941 : Ringside Maisie (en) réalisé par Edwin L. Marin
- 1942 : Maisie Gets Her Man (en) réalisé par Roy Del Ruth
- 1943 : Swing Shift Maisie (en) réalisé par Norman Z. McLeod
- 1944 : Maisie Goes to Reno réalisé par Harry Beaumont
- 1946 : Up Goes Maisie (en) réalisé par Harry Beaumont
- 1947 : Undercover Maisie (en) réalisé par Harry Beaumont

Le film a par la suite fait l'objet d'un feuilleton radiophonique, et d'une adaptation à la télévision en 1960.

## Critique
D'après le New York Times, Ann Sothern joue un personnage explosif dans une comédie non conventionnelle où elle lance des « gags et des crises de tempérament avec un abandon surprenant ».